# Minniza graeca
Minniza graeca es una especie de arácnido del orden Pseudoscorpionida de la familia Olpiidae.

## Distribución geográfica
Se encuentra en Grecia y Chipre.